# Nikolaus Simrock
Nikolaus Simrock (Mainz, 23 de agosto de 1751-Bonn, 12 de junio de 1832) fue un trompetista alemán en la corte del Elector de Colonia en Bonn y editor de música. Era amigo de Ludwig van Beethoven y fundador de la editorial musical N. Simrock. «Muy estimado como hombre y músico», permaneció en contacto con Beethoven durante la década de 1790 y es considerado un «testigo confiable» de los años de Beethoven en Bonn.

## Biografía
Simrock nació en Mainz, hijo de un cabo, y tocaba la trompeta en una capilla militar francesa antes de los 16 años. Solicitó un trabajo en la orquesta de la corte de Bonn en el Elector Maximiliano Federico de Colonia. Comenzó a trabajar allí en abril de 1775 como "corneta" con un salario anual de 300 florines. El joven Beethoven tocó más tarde en la misma orquesta.
Simrock fue uno de los filósofos más famosos de la Ilustración en la residencia del elector. Como sus colegas Franz Anton Ries y Christian Gottlob Neefe, pertenecía a la Minervalkirche Stagira, una asociación de la Iluminados de Baviera. Después de su desaparición, fue miembro fundador de la "Lesegesellschaft" (Sociedad de Lectura) en Bonn. Fue miembro de la Logia Masónica "Les Frères Bravaux", fundada en Bonn en 1805.
En 1793, Nikolaus Simrock fundó la editorial de música N. Simrock en Bonn. Dos de sus primeras publicaciones fueron las variaciones de Beethoven "Das rote Käppchen" (WoO 66) en 1793 y variaciones sobre un tema de Waldstein (WoO 67) en 1794. Una de las razones del éxito de esta empresa, además de la perspicacia comercial de Simrock, fue su actitud pro-francesa que dio sus frutos después del período electoral de 1794 durante la temprana ocupación de Bonn y Renania por las tropas revolucionarias francesas.
Simrock se convirtió en una de las editoriales de música europeas más importantes a principios del siglo XIX. Bajo su liderazgo, N. Simrock publicó las primeras ediciones de música de Joseph Haydn, a quien conoció en persona, y Ludwig van Beethoven (13 primeras ediciones).
Entre los compositores notables publicados después de la muerte de Simrock se encuentran Robert Schumann, incluida su Tercera Sinfonía y Felix Mendelssohn, incluidos sus oratorios Elias y Paulus. Fritz Simrock, su nieto, trasladó la sede de la editorial de Bonn a Berlín en 1870. Es especialmente conocido por publicar obras de Johannes Brahms y Antonín Dvořák.

## Vida personal
Simrock se casó con Franziska Ottilie Blaschek de Mainz y tuvieron 13 hijos juntos. Los miembros de la familia influyeron en casi 200 años de historia cultural de Renania. Uno de sus hijos, Peter Joseph Simrock, dirigió el negocio editorial, otro hijo fue durante muchos años el gerente del hotel "Trierer Hof" en la plaza del mercado, donde Alejandro Dumas se hospedó. El hijo menor, Karl, fue editor de literatura alemana antigua y media y literatura alemana del siglo XIX.